# Exochus nigrifaciatus
Exochus nigrifaciatus is een insect dat behoort tot de orde vliesvleugeligen (Hymenoptera) en de familie van de gewone sluipwespen (Ichneumonidae). De wetenschappelijke naam van de soort werd voor het eerst geldig gepubliceerd door Momoi, Kusigemati & Nakanishi in 1968.